# Baronskrone
Die Baronskrone ist eine Rangkrone und ein Zeichen für Barone.
In ihrer einfachen Form ist es ein Stirnreif, um den eine Perlenschnur gewunden ist.
Drei Windungen sind sichtbar. Diese Form war für Frankreich und Italien verbreitet.
Mit zusätzlich vier sichtbaren Perlen auf den oberen Stirnreifrand war die Krone in Spanien und Portugal bekannt.
Die britische Baronskrone ist aufwändiger gestaltet. Diese hat eine wie die Rangkrone aller Peers eine Scharlachmütze mit goldener Quaste. Der mit sechs (vier sichtbaren) Perlen besetzte Stirnreif umschließt die Mütze und ist von unten mit Hermelin verbrämt. Es fehlen jedoch die gewundene Perlenschnur oder Verzierungen auf dem Stirnreif. Die Rangkronen werden gewöhnlich zu Krönungen britischer Monarchen getragen.

Niederlande und Belgien
Schweden
Spanien
Portugal
Frankreich und Italien
Vereinigtes Königreich
Belgien